# Giovanni Basso (Priester)
Giovanni Angelo Basso (* Mai 1552 in Airolo; † 13. Oktober 1629 in Biasca) war ein Priester, Kanoniker, Pfarrer und erzbischöflicher Vikar für die Leventina.

## Leben
Giovanni Angelo Basso war Sohn des Soldaten Giovanni Basso. Dank der Fürsprache von Karl Borromäus besuchte er das Knabenseminar in Arona (Piemont) und das Priesterseminar in Mailand, 1576 empfing er die Priesterweihe. Im Jahr 1582 trat er der Oblatenkongregation von Sant’Ambrogio bei. Kanoniker der Kirche  Santo Stefano von Nerviano; 1578 war er Pfarrer von Airolo, 1584 war er Visitator der drei ambrosianischen Täler für den Erzbischof Karl Borromäus; von 1585 bis 1629 war er Propst von Biasca. Als Gehilfe Karl Borromäus setzte er dessen Gegenreformationtätigkeit gemäss dem Trienter Konzil in den drei ambrosianischen Tälern fort.
Er war Apostolischer Kommissär und Abgeordneter beim Besuch des Bistums Chur, einer der Vermittler der Übereinkunft vom 23. März 1589. Er war erster Verwalter und Rektor des Priesterseminars von Pollegio. Basso war der Wohltäter der Stiftskirche von Biasca und liess die beiden Betkapellen San Rocco und Santa Petronilla erbauen. In den Archiven von Biasca sind zahlreiche Schriften von ihm aufbewahrt.
Er starb am 13. Oktober 1629 als Opfer seiner Bemühungen für die Pestkranken.

## Belege
1. ↑  Giovanni Basso in Historisch-Biographisches Lexikon der Schweiz, Seite 42, (abgerufen am 5. Juni 2017).
2. ↑  Giovanni Basso auf portal.dnb.de (abgerufen am 16. September 2016.)
3. ↑  Sandro Bianconi: Giovanni Basso prevosto di Biasca (1552–1629). Armando Dadò Editore, Locarno 2005, ISBN 978-888281134-1.

| Personendaten    | Personendaten                 |
| ---------------- | ----------------------------- |
| NAME             | Basso, Giovanni               |
| ALTERNATIVNAMEN  | Basso, Giovanni Angelo        |
| KURZBESCHREIBUNG | römisch-katholischer Theologe |
| GEBURTSDATUM     | Mai 1552                      |
| GEBURTSORT       | Airolo                        |
| STERBEDATUM      | 13. Oktober 1629              |
| STERBEORT        | Biasca                        |